# Salisbury (Massachusetts)
Salisbury és una població dels Estats Units a l'estat de Massachusetts. Segons el cens del 2000 tenia 7.827 habitants.

## Demografia
Segons el cens del 2000, Salisbury tenia 7.827 habitants, 3.082 habitatges, i 1.990 famílies. La densitat de població era de 195,9 habitants/km².
Dels 3.082 habitatges en un 29,5% hi vivien nens de menys de 18 anys, en un 49,2% hi vivien parelles casades, en un 0% dones solteres, i en un 35,4% no eren unitats familiars. En el 26,6% dels habitatges hi vivien persones soles el 9,3% de les quals corresponia a persones de 65 anys o més que vivien soles. El nombre mitjà de persones vivint en cada habitatge era de 2,53 i el nombre mitjà de persones que vivien en cada família era de 3,1.
Per edats la població es repartia de la següent manera: un 23,6% tenia menys de 18 anys, un 6,4% entre 18 i 24, un 32,1% entre 25 i 44, un 26,1% de 45 a 60 i un 11,9% 65 anys o més.
L'edat mediana era de 39 anys. Per cada 100 dones de 18 o més anys hi havia 95,5 homes.
La renda mediana per habitatge era de 49.310 $ i la renda mediana per família de 56.327$. Els homes tenien una renda mediana de 41.705 $ mentre que les dones 31.250$. La renda per capita de la població era de 21.608$. Entorn del 4,5% de les famílies i el 6,8% de la població estaven per davall del llindar de pobresa.